# Pierre de Barcelone
Ne doit pas être confondu avec Pierre de Barcelone, archevêque de Tyr.
Pierre de Barcelone est le supérieur intérimaire de la congrégation de L'Hospital de Saint-Jean de Jérusalem de 1120 à 1121 ou 1122.